# Danh sách tiểu hành tinh: 23001–23100
| Tên                | Tên đầu tiên | Ngày phát hiện       | Nơi phát hiện                      | Người phát hiện |
| ------------------ | ------------ | -------------------- | ---------------------------------- | --------------- |
| 23001 -            | 1999 VS89    | 5 tháng 11 năm 1999  | Socorro                            | LINEAR          |
| 23002 Jillhirsch   | 1999 VX92    | 9 tháng 11 năm 1999  | Socorro                            | LINEAR          |
| 23003 Ziminski     | 1999 VP106   | 9 tháng 11 năm 1999  | Socorro                            | LINEAR          |
| 23004 -            | 1999 VH114   | 9 tháng 11 năm 1999  | Catalina                           | CSS             |
| 23005 -            | 1999 VJ114   | 9 tháng 11 năm 1999  | Catalina                           | CSS             |
| 23006 Pazden       | 1999 VX137   | 13 tháng 11 năm 1999 | Socorro                            | LINEAR          |
| 23007 -            | 1999 VC145   | 13 tháng 11 năm 1999 | Catalina                           | CSS             |
| 23008 Rebeccajohns | 1999 VA149   | 14 tháng 11 năm 1999 | Socorro                            | LINEAR          |
| 23009 -            | 1999 VL149   | 14 tháng 11 năm 1999 | Socorro                            | LINEAR          |
| 23010 Kathyfinch   | 1999 VR158   | 14 tháng 11 năm 1999 | Socorro                            | LINEAR          |
| 23011 Petach       | 1999 VG163   | 14 tháng 11 năm 1999 | Socorro                            | LINEAR          |
| 23012 -            | 1999 VM166   | 14 tháng 11 năm 1999 | Socorro                            | LINEAR          |
| 23013 Carolsmyth   | 1999 VP168   | 14 tháng 11 năm 1999 | Socorro                            | LINEAR          |
| 23014 Walstein     | 1999 VV173   | 15 tháng 11 năm 1999 | Socorro                            | LINEAR          |
| 23015 -            | 1999 VQ179   | 6 tháng 11 năm 1999  | Socorro                            | LINEAR          |
| 23016 Michaelroche | 1999 VZ184   | 15 tháng 11 năm 1999 | Socorro                            | LINEAR          |
| 23017 Advincula    | 1999 VQ190   | 15 tháng 11 năm 1999 | Socorro                            | LINEAR          |
| 23018 Annmoriarty  | 1999 VY190   | 15 tháng 11 năm 1999 | Socorro                            | LINEAR          |
| 23019 Thomgregory  | 1999 VQ201   | 3 tháng 11 năm 1999  | Socorro                            | LINEAR          |
| 23020 -            | 1999 WY2     | 27 tháng 11 năm 1999 | Đài thiên văn Zvjezdarnica Višnjan | K. Korlević     |
| 23021 -            | 1999 WR3     | 28 tháng 11 năm 1999 | Oizumi                             | T. Kobayashi    |
| 23022 -            | 1999 WJ4     | 28 tháng 11 năm 1999 | Oizumi                             | T. Kobayashi    |
| 23023 -            | 1999 WA7     | 28 tháng 11 năm 1999 | Đài thiên văn Zvjezdarnica Višnjan | K. Korlević     |
| 23024 -            | 1999 WM7     | 28 tháng 11 năm 1999 | Višnjan Observatory                | K. Korlević     |
| 23025 -            | 1999 WR9     | 30 tháng 11 năm 1999 | Oizumi                             | T. Kobayashi    |
| 23026 -            | 1999 WV9     | 30 tháng 11 năm 1999 | Oizumi                             | T. Kobayashi    |
| 23027 -            | 1999 WV17    | 30 tháng 11 năm 1999 | Kitt Peak                          | Spacewatch      |
| 23028 -            | 1999 XV3     | 4 tháng 12 năm 1999  | Catalina                           | CSS             |
| 23029 -            | 1999 XF4     | 4 tháng 12 năm 1999  | Catalina                           | CSS             |
| 23030 Jimkennedy   | 1999 XR7     | 4 tháng 12 năm 1999  | Fountain Hills                     | C. W. Juels     |
| 23031 -            | 1999 XX7     | 3 tháng 12 năm 1999  | Socorro                            | LINEAR          |
| 23032 Fossey       | 1999 XB8     | 3 tháng 12 năm 1999  | Reedy Creek                        | J. Broughton    |
| 23033 -            | 1999 XU10    | 5 tháng 12 năm 1999  | Catalina                           | CSS             |
| 23034 -            | 1999 XJ15    | 5 tháng 12 năm 1999  | Đài thiên văn Zvjezdarnica Višnjan | K. Korlević     |
| 23035 -            | 1999 XS17    | 2 tháng 12 năm 1999  | Socorro                            | LINEAR          |
| 23036 -            | 1999 XF18    | 3 tháng 12 năm 1999  | Socorro                            | LINEAR          |
| 23037 -            | 1999 XM18    | 3 tháng 12 năm 1999  | Socorro                            | LINEAR          |
| 23038 Jeffbaughman | 1999 XD19    | 3 tháng 12 năm 1999  | Socorro                            | LINEAR          |
| 23039 -            | 1999 XP20    | 5 tháng 12 năm 1999  | Socorro                            | LINEAR          |
| 23040 Latham       | 1999 XK22    | 6 tháng 12 năm 1999  | Socorro                            | LINEAR          |
| 23041 Hunt         | 1999 XL22    | 6 tháng 12 năm 1999  | Socorro                            | LINEAR          |
| 23042 Craigpeters  | 1999 XR22    | 6 tháng 12 năm 1999  | Socorro                            | LINEAR          |
| 23043 -            | 1999 XN25    | 6 tháng 12 năm 1999  | Socorro                            | LINEAR          |
| 23044 Starodub     | 1999 XS25    | 6 tháng 12 năm 1999  | Socorro                            | LINEAR          |
| 23045 Sarahocken   | 1999 XT27    | 6 tháng 12 năm 1999  | Socorro                            | LINEAR          |
| 23046 Stevengordon | 1999 XN28    | 6 tháng 12 năm 1999  | Socorro                            | LINEAR          |
| 23047 Isseroff     | 1999 XS28    | 6 tháng 12 năm 1999  | Socorro                            | LINEAR          |
| 23048 Davidnelson  | 1999 XE29    | 6 tháng 12 năm 1999  | Socorro                            | LINEAR          |
| 23049 -            | 1999 XT30    | 6 tháng 12 năm 1999  | Socorro                            | LINEAR          |
| 23050 -            | 1999 XJ36    | 6 tháng 12 năm 1999  | Đài thiên văn Zvjezdarnica Višnjan | K. Korlević     |
| 23051 -            | 1999 XF37    | 7 tháng 12 năm 1999  | Fountain Hills                     | C. W. Juels     |
| 23052 -            | 1999 XK37    | 7 tháng 12 năm 1999  | Fountain Hills                     | C. W. Juels     |
| 23053 -            | 1999 XD42    | 7 tháng 12 năm 1999  | Socorro                            | LINEAR          |
| 23054 Thomaslynch  | 1999 XE42    | 7 tháng 12 năm 1999  | Socorro                            | LINEAR          |
| 23055 Barbjewett   | 1999 XF43    | 7 tháng 12 năm 1999  | Socorro                            | LINEAR          |
| 23056 -            | 1999 XL44    | 7 tháng 12 năm 1999  | Socorro                            | LINEAR          |
| 23057 Angelawilson | 1999 XB45    | 7 tháng 12 năm 1999  | Socorro                            | LINEAR          |
| 23058 -            | 1999 XP45    | 7 tháng 12 năm 1999  | Socorro                            | LINEAR          |
| 23059 Paulpaino    | 1999 XT45    | 7 tháng 12 năm 1999  | Socorro                            | LINEAR          |
| 23060 Shepherd     | 1999 XV46    | 7 tháng 12 năm 1999  | Socorro                            | LINEAR          |
| 23061 Blueglass    | 1999 XW46    | 7 tháng 12 năm 1999  | Socorro                            | LINEAR          |
| 23062 Donnamooney  | 1999 XN52    | 7 tháng 12 năm 1999  | Socorro                            | LINEAR          |
| 23063 Lichtman     | 1999 XH53    | 7 tháng 12 năm 1999  | Socorro                            | LINEAR          |
| 23064 Mattmiller   | 1999 XE54    | 7 tháng 12 năm 1999  | Socorro                            | LINEAR          |
| 23065 -            | 1999 XF54    | 7 tháng 12 năm 1999  | Socorro                            | LINEAR          |
| 23066 Yihedong     | 1999 XN54    | 7 tháng 12 năm 1999  | Socorro                            | LINEAR          |
| 23067 Ishajain     | 1999 XX54    | 7 tháng 12 năm 1999  | Socorro                            | LINEAR          |
| 23068 Tyagi        | 1999 XY60    | 7 tháng 12 năm 1999  | Socorro                            | LINEAR          |
| 23069 Kapps        | 1999 XR64    | 7 tháng 12 năm 1999  | Socorro                            | LINEAR          |
| 23070 Koussa       | 1999 XV64    | 7 tháng 12 năm 1999  | Socorro                            | LINEAR          |
| 23071 Tinaliu      | 1999 XH65    | 7 tháng 12 năm 1999  | Socorro                            | LINEAR          |
| 23072 -            | 1999 XS71    | 7 tháng 12 năm 1999  | Socorro                            | LINEAR          |
| 23073 -            | 1999 XT75    | 7 tháng 12 năm 1999  | Socorro                            | LINEAR          |
| 23074 Sarakirsch   | 1999 XJ78    | 7 tháng 12 năm 1999  | Socorro                            | LINEAR          |
| 23075 -            | 1999 XV83    | 7 tháng 12 năm 1999  | Socorro                            | LINEAR          |
| 23076 -            | 1999 XP93    | 7 tháng 12 năm 1999  | Socorro                            | LINEAR          |
| 23077 -            | 1999 XZ93    | 7 tháng 12 năm 1999  | Socorro                            | LINEAR          |
| 23078 -            | 1999 XB95    | 7 tháng 12 năm 1999  | Catalina                           | CSS             |
| 23079 Munguia      | 1999 XO97    | 7 tháng 12 năm 1999  | Socorro                            | LINEAR          |
| 23080 -            | 1999 XH100   | 7 tháng 12 năm 1999  | Socorro                            | LINEAR          |
| 23081 -            | 1999 XQ105   | 11 tháng 12 năm 1999 | Oaxaca                             | J. M. Roe       |
| 23082 -            | 1999 XK107   | 4 tháng 12 năm 1999  | Catalina                           | CSS             |
| 23083 -            | 1999 XU110   | 5 tháng 12 năm 1999  | Catalina                           | CSS             |
| 23084 -            | 1999 XU113   | 11 tháng 12 năm 1999 | Socorro                            | LINEAR          |
| 23085 -            | 1999 XM116   | 5 tháng 12 năm 1999  | Catalina                           | CSS             |
| 23086 -            | 1999 XB118   | 5 tháng 12 năm 1999  | Catalina                           | CSS             |
| 23087 -            | 1999 XL118   | 5 tháng 12 năm 1999  | Catalina                           | CSS             |
| 23088 -            | 1999 XR118   | 5 tháng 12 năm 1999  | Catalina                           | CSS             |
| 23089 -            | 1999 XC119   | 5 tháng 12 năm 1999  | Catalina                           | CSS             |
| 23090 -            | 1999 XX121   | 7 tháng 12 năm 1999  | Catalina                           | CSS             |
| 23091 Stansill     | 1999 XP128   | 7 tháng 12 năm 1999  | Socorro                            | LINEAR          |
| 23092 -            | 1999 XT136   | 14 tháng 12 năm 1999 | Fountain Hills                     | C. W. Juels     |
| 23093 -            | 1999 XW136   | 14 tháng 12 năm 1999 | Fountain Hills                     | C. W. Juels     |
| 23094 -            | 1999 XF143   | 15 tháng 12 năm 1999 | Fountain Hills                     | C. W. Juels     |
| 23095 -            | 1999 XP144   | 15 tháng 12 năm 1999 | Oohira                             | T. Urata        |
| 23096 Mihika       | 1999 XT156   | 8 tháng 12 năm 1999  | Socorro                            | LINEAR          |
| 23097 -            | 1999 XF157   | 8 tháng 12 năm 1999  | Socorro                            | LINEAR          |
| 23098 Huanghuang   | 1999 XH158   | 8 tháng 12 năm 1999  | Socorro                            | LINEAR          |
| 23099 -            | 1999 XA160   | 8 tháng 12 năm 1999  | Socorro                            | LINEAR          |
| 23100 -            | 1999 XN164   | 8 tháng 12 năm 1999  | Socorro                            | LINEAR          |